# José Manuel Rodríguez Delgado
José Manuel Rodríguez Delgado (8 de agosto de 1915 - 15 de septiembre de 2011) fue un profesor e investigador español de fisiología, célebre por sus investigaciones en la estimulación eléctrica del cerebro.

## Biografía
Delgado nació en Ronda (España) en 1915. Recibió un doctorado en Medicina en la Universidad de Madrid justo antes del estallido de la Guerra civil española, en la que trabajó como médico de campo en el lado republicano. Después de la guerra tuvo que obtener de nuevo su título y luego hizo un doctorado en el Instituto Cajal de Madrid.
En 1946 recibió una beca de la Universidad de Yale, y fue invitado por el prestigioso fisiólogo John Fulton para unirse al departamento de fisiología en 1950.
El profesor Delgado es especialmente conocido por haber inventado el Estimociver (o Stimociver en inglés) en los años 1960 del siglo XX. Con este aparato, que permite la estimulación y el registro del cerebro Hasta rm control remoto en varios canales, demostró en enfermos que la estimulación del cerebro, además de influir en el comportamiento autónomo, somático y motor, puede modificar manifestaciones psicológicas como la ansiedad o la agresividad.
El Estimociver puede utilizarse para estimular las emociones y controlar el comportamiento. Según Delgado, "La radioestimulación de diferentes puntos de la amígdala y el hipocampo en los cuatro pacientes produjo una variedad de efectos, entre ellos sensaciones agradables, alegría, concentración profunda y reflexiva, sentimientos extraños, súper relajación, visiones coloridas, y otras respuestas". Delgado declaró que "los transmisores del cerebro pueden permanecer en la cabeza de una persona de por vida. La energía para activar el transmisor cerebral se transmite por medio de radiofrecuencias." (Fuente: Cannon; Delgado, JMR, "Radio intracerebral Estimulación y grabación gratuita a los pacientes," en Schwitzgebel y Schwitzgebel (eds.))
Estuvo vinculado a la CIA, donde colaboró en proyectos de control mental durante la Guerra Fría. Fue uno de los científicos más activos del denominado "Proyecto Pandora". Este consistía en modular voces y sonidos en la cabeza de los soldados mediante la creación de campos electromagnéticos y hacerles perder el control ante una situación de estrés por hallarse en el campo de batalla.
En 1974, Delgado regresó a España para ayudar a organizar una nueva escuela de medicina en la Universidad Autónoma de Madrid.
Fue el impulsor del ingenio español.
Fallece el 15 de septiembre de 2011 en San Diego (California) rodeado de su familia. Consigue lo que él llamaba una "muerte feliz", en línea con los principios y filosofía que le guiaron en la vida.

## Premios y reconocimientos
- Hijo predilecto de la provincia de Málaga el 19 de marzo de 1996.
- Premio Ramón y Cajal en 1952.
- Nombrado becario Guggenheim, en 1963.
- Gold Medal Award de la Sociedad de Biología Psiquiátrica en 1974.
- Premio Rodríguez Pascual en 1975.
- Miembro de la New York Academy of Sciences.
- Miembro de la European Brain and Behaviour Society

## Libros publicados
- Rodríguez Delgado, J.M. Mi cerebro y yo: Cómo descubrir y utilizar los secretos de la mente, 1994
- Rodríguez Delgado, J.M. La felicidad: Dónde se siente y cómo se alcanza. Cómo cultivar y alimentar la felicidad personal, 1988
- Rodríguez Delgado, J.M. El control físico de la mente: Hacia una sociedad psicocivilizada, 1969

## En la cultura popular
- Su nombre y obra han sido citados por Tom Wolfe en sus novelas La hoguera de las vanidades y en Soy Charlotte Simmons. También en obras de Frederick Forsyth.
- El científico Carl Sagan se hace eco de sus investigaciones en su libro Los dragones del Edén.
- En su ciudad natal, Ronda, se encuentra el IES Doctor Rodríguez Delgado, que lleva su nombre en su honor,[2] al igual que una calle en dicha localidad malagueña.